# Fraser Lake, Western Australia
Fraser Lake är en sjö i Australien. Den ligger i delstaten Western Australia, omkring 1 700 kilometer nordost om delstatshuvudstaden Perth. Fraser Lake ligger 19 meter över havet.
I omgivningarna runt Fraser Lake växer i huvudsak buskskog. Trakten runt Fraser Lake är nära nog obefolkad, med mindre än två invånare per kvadratkilometer. Genomsnittlig årsnederbörd är 955 millimeter. Den regnigaste månaden är januari, med i genomsnitt 282 mm nederbörd, och den torraste är augusti, med 1 mm nederbörd.